# 팝픈 뮤직
《팝픈 뮤직》(약칭 팝픈)은 일본의 비디오 게임 회사 코나미 사가 배급하는 아케이드 음악 비디오 게임 시리즈이다. 코나미의 부서 비마니가 개발했다. 1998년 9월 28일 아케이드용으로 출시된 《팝픈 뮤직》을 시작으로 연간 단위로 새로운 판본을 제작해 2022년까지 30종 이상의 아케이드 게임들이 발매됐다. 그 외 가정용 게임이 22종 이상 출시됐다.
《팝픈 뮤직》은 실제 악기를 모방하지 않는 윗열에 4개, 아랫열에 5개로 총 9개의 버튼이 사용하는 컨트롤러와 인터페이스를 사용하는 것이 특징이다. 그 외 장르에 구애받지 않는 다양한 곡 편성과 귀여운 그래픽과 캐릭터를 갖췄다. 가정용 게임기에서 사용할 수 있는 소프트웨어도 발매되었다.

## 게임플레이

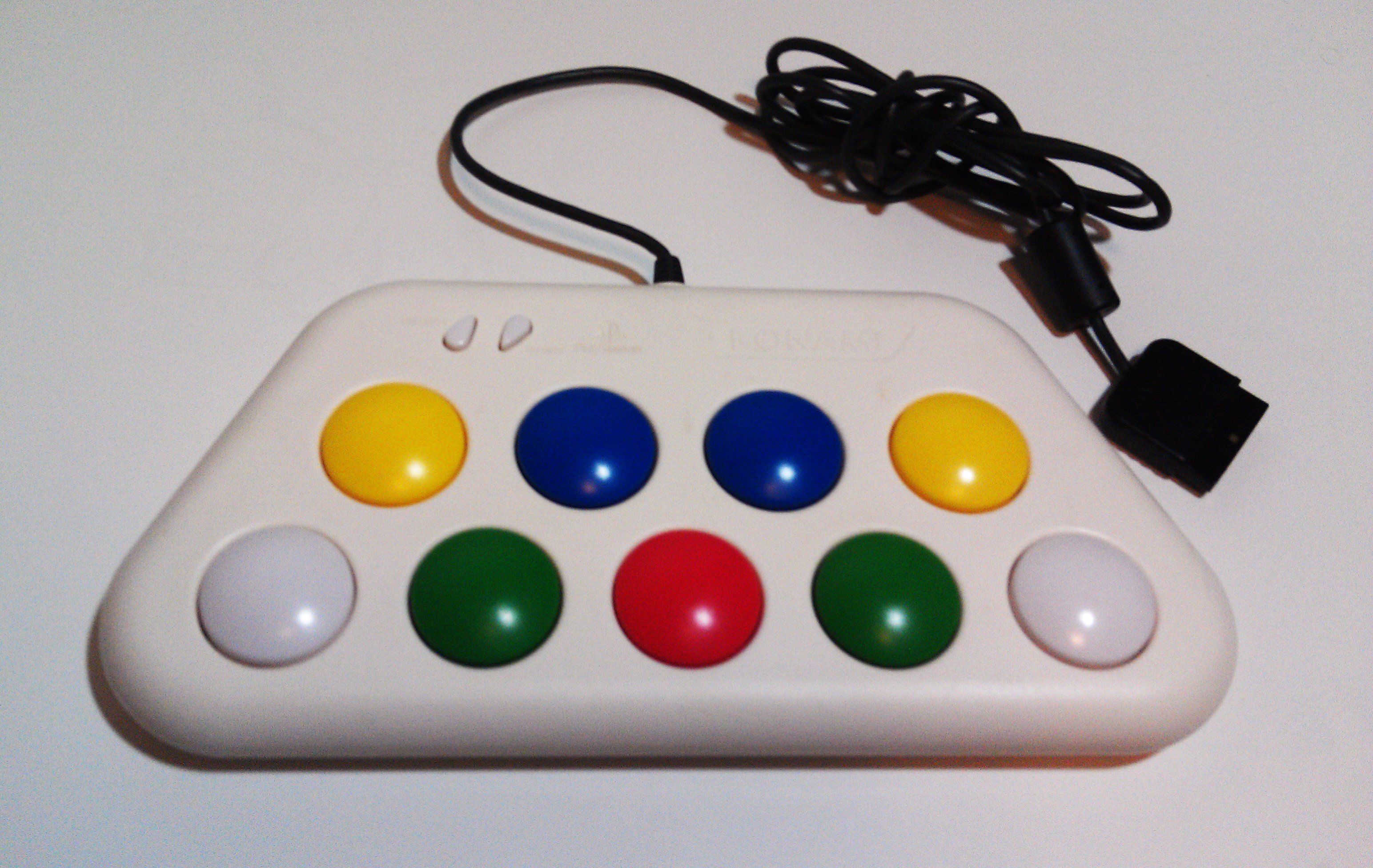
코나미 공식 《팝픈 뮤직》 소형 컨트롤러 사진

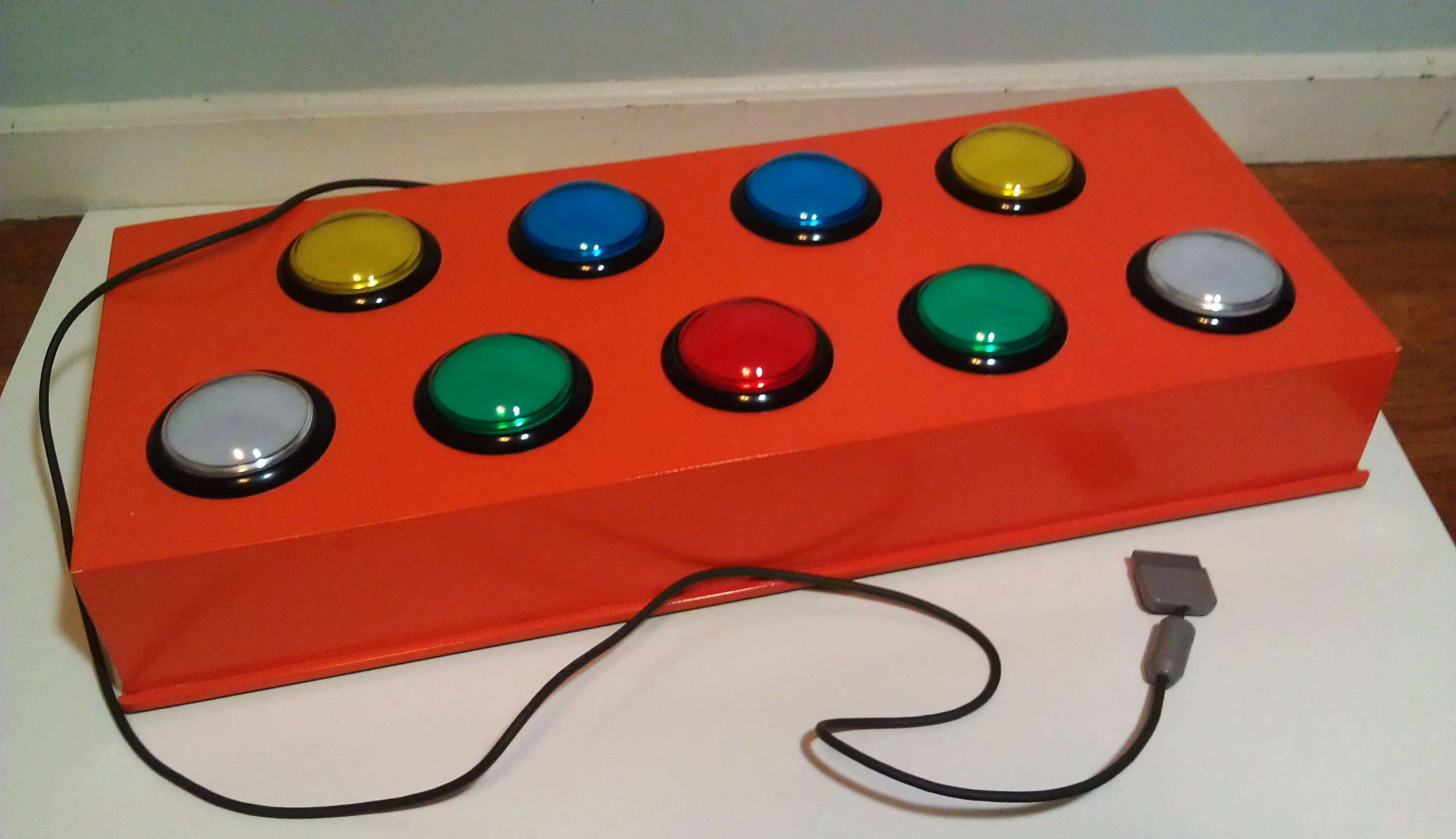
수제 제작 《팝픈 뮤직》 컨트롤러 사진

《팝픈 뮤직》의 컨트롤러는 《비트매니아》와 같은 타 비마니의 리듬 게임 시리즈들과는 달리 실존하는 악기를 본뜬 것이 아니라 아홉 개의 커다랗고 둥그런 버튼으로 구성되어 있다. 아홉 개의 버튼은 위의 네 개, 아래의 다섯 개로 나뉘어 있다. 위의 네 개는 노란색과 파란색, 아래의 다섯 개는 하얀색과 초록색, 그리고 중앙의 빨간색으로 구성되어 있다.
기본적인 게임 방법은 《비트매니아》와 같이 화면 아래로 떨어지는 노트(팝군)가 떨어질 때 타이밍에 맞춰 버튼을 누르는 방식이다. 타이밍에 잘 맞춰 버튼을 누를수록 화면 아래의 그루브 게이지가 오른다. 판정은 BAD, GOOD, GREAT, COOL로 나뉘며 COOL은 구작에서는 EXPERT, 초CHALLENGE, NET 대전 모드에서만 등장했다.(이 게임은 누르기 벅찬 버튼의 배치 구조, 폭넓은 사용자층의 겨냥을 위한 난이도 조절로 타 리듬게임에 비해 너그러운 판정을 가지고 있다.) COOL 판정이 없는 모드에서는 그루브 게이지가 꽉 찬 상태에서 GREAT를 내면 GREAT가 FEVER이라고 표시된다. 이때 그래픽은 다르지만 판정이나 게이지의 상승량은 같다. FEVER 상태로 게임을 클리어하는 것이 FEVER 클리어이며, 이것으로 방해 요소(오자마)를 달성하거나 플레이어 캐릭터의 특별한 애니메이션(피버 애니메이션)을 볼 수 있다.
게임이 끝났을 때 그루브 게이지가 붉은색 칸 이상이 차면 해당 스테이지를 클리어한 것으로 인정된다. 구 EXPERT 모드의 경우에는 비트매니아 IIDX의 EXPERT처럼 처음 시작할 때 100%에서 출발하여 0%가 되면 게임이 끝나는 서바이벌 게이지를 사용한다.
《팝픈 뮤직 9》 이후부터는 코나미 게임 전용 카드 시스템인 e-AMUSEMENT를 지원한다. 또한, 팝픈 뮤직 14 피버부터는 e-AMUSEMENT PASS를 지원해 카드로 곡의 클리어 상황이나 고득점 기록을 저장하고 확인할 수 있다. e-AMUSEMENT의 ee'MALL을 통해 팝픈 뮤직, 드럼매니아, 기타프릭스 등의 곡을 사들여 게임 내에서 플레이할 수도 있었다. ee'MALL의 서비스가 종료된 14 피버 이후에는 ee'MALL 곡을 자유롭게 플레이할 수 있다.

## 게임 모드

### 현재 존재하는 모드
- NORMAL : 아케이드 20 fantasia에서 기존의 CHALLENGE, 초CHALLENGE모드를 통합한 모드이자 현재 기본적인 모드. 기본적으로 COOL 판정이 존재하게 되었으며, 곡을 고르면 네트워크로 대전을 할지의 여부를 묻는다. 라피스토리아 이전까지는 플레이 화면으로 넘어가기 전에 옵션 설정 화면에서 노란색 버튼을 2개 동시에 누르면 기본적인 옵션만, 흰색 버튼을 2개 동시에 누르면 오쟈마를 설정 할 수 있었다. 아케이드판 라피스토리아에서는 흰색 혹은 노란색 버튼을 2개 동시에 누르면 옵션창이 나오며 키패드의 00버튼으로 기본옵션/상세옵션 전환이 가능하다. 아케이드판 21 Sunny Park에서는 EASY모드와 통합되어서 혼자서 플레이한다면 무조건 이 모드로 선택해야 한다.
- BATTLE : 아케이드판 6에서 처음 등장. 두 플레이어가 각각 양쪽 끝의 세 개의 버튼을 맡아 점수를 겨룬다. 플레이 중에 파란 버튼을 누르면 상대방의 플레이를 방해하는 공격을 할 수 있다. 단, 상대가 오쟈마 공격을 하고 있을 때에는 자신이 공격할 수 없다. 난이도는 NORMAL, HYPER 두 가지. 어떤 경우든 설정된 스테이지를 모두 할 수 있다.

### 과거 버전의 모드
- NORMAL (구) : 아케이드판 11까지 존재했었고, 12 이로하 이후부터 CHALLENGE에 통합되었다. 난이도는 5버튼, NORMAL, HYPER이고 일부 곡에서는 EX를 고를 수 있다.
- CHALLENGE : 아케이드판 5에서 처음 등장. 난이도는 5버튼, NORMAL, HYPER, EX의 네 종류이다. 12 이로하에서 NORMAL 모드와 통합되었다. 곡을 선택한 후 다양한 방해 요소(norma, 노르마)를 붙일 수 있다. 방해 요소에는 특정 점수 달성, 특정 콤보 수 달성, 화면 방해 등 다양한 것이 있다. 지정한 방해 요소를 달성하지 못해도 스테이지는 클리어할 수 있다. 방해 요소를 달성하면 챌린지 포인트를 받을 수 있는데, 특정 수치의 챌린지 포인트를 모으면 세 번째 스테이지 이후 EXTRA 스테이지를 플레이할 수 있다. 아케이드판 17부터는 특정 수치의 챌린지 포인트가 아니라 특정 수치 이상(43*설정 스테이지 수)의 챌린지 포인트를 받아야 EXTRA 스테이지를 플레이할 수 있게 되었다. 게이지는 비트매니아와 같은 그루브 게이지이지만, EXTRA 스테이지에서는 서바이벌 게이지를 사용한다. 아케이드판 20에서 NORMAL로 통합되었다.
- 초CHALLENGE : 아케이드 13 카니발에서 처음 등장. CHALLENGE 모드를 선택한 상태에서 양쪽의 흰색 버튼 두 개(가정용에서는 초록색 버튼 두 개)를 동시에 누르면 선택할 수 있는 숨김 모드였으나, 아케이드판 18부터는 항상 선택할 수 있게 되었다. 5버튼 모드를 선택할 수 없어 버튼 선택 화면이 나오지 않으며, EXPERT 모드의 COOL 판정이 추가되고 방해 요소를 스테이지 시작부터 끝까지 계속 유지되도록 할 수 있다. CHALLENGE나 ENJOY와는 달리 최초 스테이지를 보장하지 않았지만, 아케이드판 18부터는 첫 번째 스테이지를 보장한다. 이외 기본적인 게임 방법은 CHALLENGE와 같다. 아케이드판 20에서는 NORMAL모드로 통합되었다.
- EASY : 원래는 아케이드판 12 이로하에서 ENJOY라는 이름으로 처음 등장. 초보자를 위한 모드로, TV 애니메이션 등의 친숙한 악곡 위주로 구성되어 있다. 선택 가능한 곡은 제한되어 있으며, 속도나 난이도 변경도 할 수 없다. 첫 번째 스테이지를 클리어하지 못해도 두 번째 스테이지를 플레이할 수 있다. 아케이드판 20에서 EASY로 개명했고, 아케이드판 21에서는 NORMAL로 통합되었다.
- ENJOY : 위에 설명이 써있는데, 아케이드판 20에 EASY로 개명할 때까지는 이 이름을 썼다.
- EXPERT : 아케이드판 6에서 처음 등장. 테마에 따라서 지정된 네 곡을 플레이하는 모드로, 비트매니아의 EXPERT와 비슷하다. 게이지는 100%에서 시작해서 BAD 판정을 낼 때마다 조금씩 줄어드는 방식이다. 게이지가 한 칸만 남아있어도 곡을 클리어 한 것으로 간주되며, 다음 곡에서도 그 게이지 상태를 그대로 적용받는다. 아케이드판 18에서 삭제되었다.
- OSUSUME : 아케이드판 9에서 추가되었고 12 이로하에서 삭제되었다. 랜덤으로 나오는 설문의 결과로 곡이 결정되고, 첫 번째 스테이지 곡의 성적과 설문 결과에 의해 두 번째 스테이지 이후 곡이 결정된다.
- BEGINNER : 아케이드판 1~3, 가정용 4까지 등장. NORMAL보다 더 간단한 난이도로 플레이할 수 있다. 첫 번째 스테이지를 연습 스테이지로서 플레이한다.
- HARD, EXCITE : 아케이드판 1~4까지 등장. 1에서는 HARD, 2부터는 EXCITE로 이름이 다르다. NORMAL 모드와 게임 방법은 같지만, 게임 중간에 화면이 흔들리거나 노트가 내려오는 중에 이동하는 등 캐릭터마다 방해 요소가 등장한다. 이런 방해 요소는 현재의 CHALLENGE 모드로 온전히 이전됐다.
- HYPER : 아케이드판 3에 등장. 현재의 EXPERT와 비슷한 모드로, 서바이벌 게이지로 3곡을 연속으로 플레이한다. 보면 난이도가 HYPER로 고정되어 있다.
- PARTY : 아케이드판 2에서 5까지 등장한 모드로 플레이 중에 다양한 효과를 가진 이벤트 노트가 등장한다. 지금은 오쟈마로 칭해짐.
- FREE2 : 아케이드판 5에 등장. 스테이지 수가 두 개로 고정되어 있지만, 첫 번째 스테이지를 클리어하지 못해도 두 번째 스테이지를 플레이할 수 있는 모드이다. 6 이후에는 NORMAL 모드에도 스테이지 보장이 도입되었기 때문에 삭제되었다.
- 5LINE : 아케이드판 5에 등장. 5버튼만을 사용하는 모드로, 6 이후부터 NORMAL과 CHALLENGE에서 버튼 수를 선택할 수 있도록 바뀌었으므로 삭제되었다.
- GUN : 애니멜로 2호에서만 플레이할 수 있는 모드. 플레이 스킨이 마치 건슈팅으로 바뀐다.
- BOWLING : 역시 애니멜로 2호에서만 플레이가 가능한 모드. 플레이 스킨이 볼링장 형식으로 바뀐다.
- NET대전 : 아케이드판 12 이로하에서 처음 등장. e-AMUSEMENT에 연결된 기기에서만 나타난다. 동종의 e-AMUSEMENT 연결 기기에서 플레이하고 있는 두 명의 플레이어와 대전할 수 있다. 한 명당 한 곡씩 세 곡을 정하고, 점수 합계를 겨룬다. 아케이드판 20부터 NORMAL로 통합되어 선곡창에서 NET 대전을 할 지 선택할 수 있다.
- COURSE : 아케이드 라피스토리아 버전에서만 등장. 기존의 EXPERT 모드와 같다. 게이지 옵션, 오쟈마가 설정 금지되며 특정 곡에서는 강제 배속, HID-SUD까지 설정할 수 없다.

### 가정용 전용 모드
- FREE
- TRAINING
- MARATHON
- SURVIVAL
- STUDY

## 난이도
가장 기본이 되는 난이도는 곡의 레벨이다. 팝픈 뮤직 20 Fantasia까지의 레벨은 43까지 있었으며 팝픈 뮤직 21 Sunny Park부터는 EASY 모드가 NORMAL 모드에 통합됨에 따라 50단계로 확장되었다. 변경된 난이도는 구작(팝픈 뮤직 20)기준+6이 된다. (레벨50 제외) 통상적으로 레벨이 높을수록 연주하기 어려운 곡이지만, 개인의 두드리는 방법이나 습관에 따라서도 난이도를 다르게 느낄 수 있다. 또, 레벨과 상관없이 채보 특성상 연주하기 어려운 곡도 많다.
레벨 외에 난이도에 영향을 끼치는 요소는 다음과 같다.
5버튼(5라인, 파란색)
중앙 빨간색 버튼으로부터 각각 두 칸씩의 버튼만을 사용, 총 다섯 개의 버튼만으로 게임을 진행한다. 처음 접하는 사람들이 많이 사용하는, 가장 쉬운 형태. 超CHALLENGE 모드에서는 선택할 수 없다. 21 Sunny Park부터 삭제.
9버튼(NORMAL, N, 9라인, 연두색)
모든 버튼, 총 아홉 개를 사용한다. 이 상태에서 연두색 바탕의 'N'으로 표기된 곡이 보통의 난이도를 지닌 곡이다. 이 상태에서 양쪽의 흰색 버튼을 동시에 누르면 난이도를 변경할 수 있다. 곡에 따라서 노말에서 하이퍼나 EX로의 채보 난이도가 없는 일도 있다.
HYPER(H, 주황색)
노멀 다음의 난이도이다. 더욱 연주하기 어려운 채보가 된다.
EX(EXTRA, 빨간색)
가장 어려운 난이도이다. 신곡(新曲)의 경우에는 기본 설정에서 엑스트라 스테이지(챌린지 모드의 설명을 참고)에서만 선택할 수 있다.
만약 5버튼을 선택한 경우에는, 난이도 변경을 버튼 개수만 바꿀 수 있다. 즉, 5버튼 상태에서 양쪽 흰색 버튼을 누르면 5버튼에서 9버튼(노멀)로 변경할 수 있지만, 하이퍼나 엑스트라 난이도의 채보는 선택할 수 없다. 9버튼 상태에서만 하이퍼, 엑스트라의 자유로운 변경이 가능하다(9버튼을 선택했을 때는 5버튼으로 변경할 수 없다). 버튼 개수를 전제로 스테이지마다 난이도의 선택은 자유롭게 할 수 있으며, 몇몇 곡은 하이퍼 이상의 채보가 존재하지 않아 그 난이도를 선택할 수 없기도 한다. 차기작에서 특정 곡의 난이도의 채보가 추가되기도 한다.

## 게임 옵션
게임 플레이와 함께 설정할 수 있다. 노르마(norma)의 설정 후 화면에서 양 노란색 버튼을 동시에 누르면 옵션 설정 화면이 열리며, 각 옵션에 대응하는 버튼을 눌러 설정할 수 있다. 단, ENJOY 모드에서는 일체의 옵션 설정을 할 수 없다.

### Hi-SPEED
통칭 HS. 옵션 화면에서 파랑 버튼을 눌러 설정할 수 있다. 이 수치를 증가시키면 팝군의 낙하 속도가 증가한다. 팝군이 빨리 떨어지는 만큼 세로 간격도 증가하기 때문에 곡의 빠르기나 버튼을 누르는 타이밍은 바뀌지 않는다. 어드밴처 이전 시리즈는 2.0배속부터 6.0배속까지 1배속 단위로, 어드밴처 ~ 서니파크 시리즈는 1.5배속부터 6.0배속까지 0.5배속 단위로 설정할 수 있다. 이후 라피스토리아 에서는 1.0배속부터 10.0배속까지 0.1배속 단위로 설정할 수 있다. 이 설정치는 사람별로 편차가 있다.
팝군의 밀도가 높은 곡이나 부분은 HS 수치를 증가시키지 않으면 화면이 팝군으로 빽빽하게 차게 된다. 이와는 반대로, 일반적인 수치보다 더 높게 설정하는 사람도 있다. 대부분은 BPM을 서니파크 이전 기준 600~700 내외로 맞추기 때문에, 해당 BPM에 적응되지 않은 사람이 이런 비주류적 방식으로 게임을 하면 점수가 대폭 하락하거나 연주가 불가능하게 된다. 즉, 일반적이지 않은 HS 수치는 팝군과 판정선과의 합치 시간을 가늠하기 어렵게 만들기 때문에 난이도의 증가 요소가 된다. 이는 모든 리듬 게임의 공통사항이다.

### POP-KUN
옵션 설정 화면에서 녹색 버튼을 눌러 설정할 수 있다. 여러 가지 모양으로 팝군의 형태를 변화시킬 수 있다.
BEAT-POP
모든 팝군의 모양이 beatmania 시리즈의 노트에 따르는 모습으로 변한다. 팝픈 뮤직 외에 beatmania의 플레이도 겸하는 사용자들이 많이 사용한다.
CHARA-POP
모든 팝군의 모양이 현재 자신이 사용하고 있는 캐릭터의 얼굴로 변한다. 해당 캐릭터의 선택 색상에 따라 얼굴 색상도 결정된다. 그러나 일부 캐릭터는 얼굴이 아닌 캐릭터 일부분으로 변하는 일도 있다. 또 배경과 팝군의 색상이 겹쳐 체감 난이도가 더 어려워질 수 있다.

### HID-SUD
옵션 설정 화면에서 노란색 버튼을 눌러 설정할 수 있다. 팝군을 볼 수 있는 범위를 변경한다.
HIDDEN
아래부터 특정 지점까지 팝군을 보이지 않게 설정할 수 있다.
SUDDEN
위부터 특정 지점까지 팝군을 보이지 않게 설정할 수 있다. 저 BPM-고 BPM으로 왔다갔다 하는 곡의 경우 저 BPM에서 수월하게 노트를 치기 위해 서든을 이용하는 경우가 많다.
아래는 라피스토리아 이전 구 옵션에 대한 설명이다.
HIDDEN
아래부터 1/3의 위치부터 팝군이 표시되지 않는다(갑자기 사라진다). 판정라인 부근을 볼 수 없고 플레이어의 리듬감을 의지로 플레이하게 된다. BPM이 낮고 낙하속도가 느릴수록 난이도가 어려워진다. 시선을 위쪽에 고정하려고 일부러 이 옵션을 선택하는 플레이어도 있다.
SUDDEN
위에서 3/5의 위치부터 팝군이 표시되지 않는다(갑자기 나타난다). Hi-SPEED 설정 수치를 크게 하고 있거나 BPM이 높은 곡일 경우 전혀 연주할 수 없는 사태에 빠질 수 있다.
HID+SUD
HIDDEN과 SUDDEN을 동시에 적용한다. 이 두 설정의 영향을 받지 않는 1/15(=1-[9/15(=3/5)+5/15(=1/3)](=14/15)만큼의 영역으로밖에 팝군을 볼 수 없게 된다.

### RAN-MIR
옵션 설정 화면에서 하얀색 버튼을 눌러 설정한다. 팝군의 낙하 배치를 변화시킨다.
RANDOM
팝군의 위치가 해당 스테이지마다 무작위로 바뀐다. 예컨대 원래 빨강 팝군을 두드려야 하는 곳에서 노랑 팝군이 떨어졌다면 그 곡에서는 원래 빨강 팝군이 모두 노랑 팝군으로 떨어지게 된다. 채보 모양에 따라 난이도가 바뀐다. 그렇지만, 대체적으로 동시 누름이 많은 본 게임의 채보 특성상 이 옵션을 사용하면 연주 난이도가 매우 어려워진다.
MIRROR
팝군의 위치가 좌우 대칭으로 바뀐다.
S-RANDOM(SUPER RANDOM, S-亂)
팝군의 위치가 무작위로 바뀐다. 만약 원래 곡보에 세로 연타가 있을 때 이 옵션을 사용하면 이것이 완전히 무작위로 바뀌게 된다. 다만, 팝군 한 개 단위로 낙하가 무작위가 되는 것은 아니며 곡에 따라 변하는 기준에 차이가 있다. 따라서 팝군이 라인별로 골고루 떨어지지 않고 치우쳐 버리는 일이 많다. 이 옵션을 사용하면 대체적으로 연주 난이도가 극히 어려워진다.

## 개발 및 출시
2018년부로 시리즈 출시 20주년을 맞이하였다.

## 출시 게임

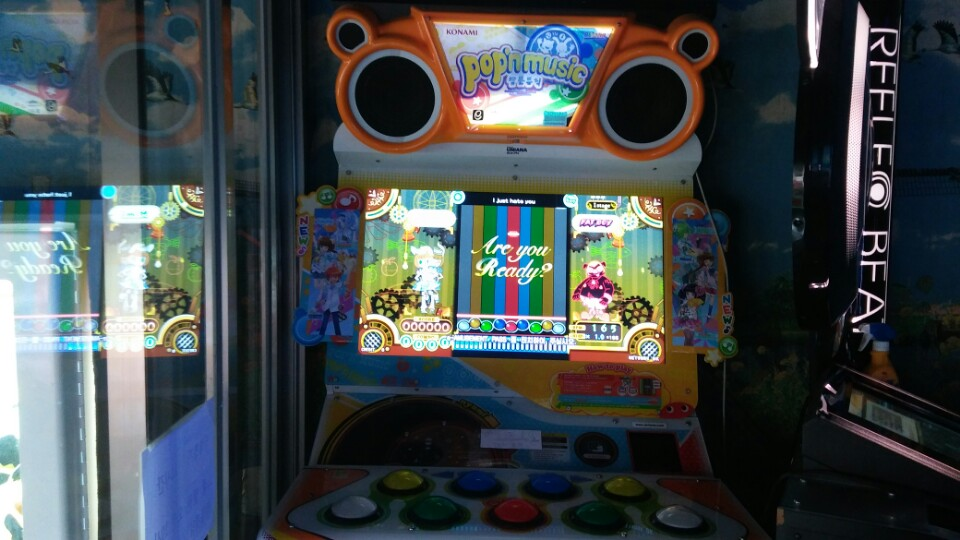
《팝픈 뮤직 19 TUNE STREET》부터 사용한 신형 캐비넷.

### 아케이드

팝픈 뮤직 피스 로고

- pop'n music (1998년 9월 28일): 게임의 첫 번째 작품으로서, 현재까지 유지되고 있는 팝적인 컨셉이 확립된 작품. 수록곡은 숨겨진 곡을 포함하여 14곡으로 모드는 BEGINNER, NORMAL, HARD의 3종류였다. NORMAL, HARD의 경우에는 상대 캐릭터로부터의 공격이 발생하는 등 캐릭터적인 요소도 이 작품에서 자리잡았다. 또한 대한민국에서도 정식 발매되었는데, Sunny Park가 정식 발매되기 전까진 유일한 한국 정발 버전이기도 했다.

- pop'n music 2 (1999년 3월 26일) : 옵션으로 HIDDEN, RANDOM, MIRROR가 추가되었다. 전작의 HARD 모드가 EXCITE 모드로 변경되었고 NORMAL 모드는 공격의 유무를 기체 설정으로 바꿀 수 있게 되었다. 수록곡은 전작의 곡과 컨슈머판의 곡을 포함해 33곡.
- pop'n music 3 (1999년 9월 16일) : 콤보 시스템이나 EXPERT 모드의 원형인 HYPER 모드가 추가되었다. 또한 시리즈 최초로 HYPER 난이도가 추가되었다.
- pop'n music 4 (2000년 3월 16일) : 기체 기판이 FireBeat로 변경되었다. 비트매니아 completeMIX와 같이 AC판 1~3의 수록곡과 캐릭터가 모두 수록되어 수록곡은 80곡 이상. BEGINNER과 HYPER 모드가 폐지되어 HYPER 난이도는 표준 모드로 선택할 수 있게 되었다. HI-SPEED 옵션과 2대 이상의 기기를 연결하여 대전하는 NET 대전 모드가 추가되었다. 이 작품부터 개발 담당이 GM사업부에서 AM사업부로 바뀌었다.
- pop'n music 5 (2000년 11월 17일) : EXCITE 모드를 대신해 CHALLENGE 모드가 처음으로 추가되었다. CHALLENGE 모드에서는 챌린지 포인트에 따라 EX스테이지를 플레이할 수 있었고, 이에 따라 EX스테이지 전용으로 EX 난이도가 처음으로 추가되었다. 이 밖에 5LINE, FREE 모드가 추가되었다. 이 작품 이후로 비트매니아와 같이 인터넷 랭킹이 시작되었다.
- pop'n music 6 (2001년 5월 11일) : 이 작품으로부터 시리즈의 테마성이 부여되었다. 테마는 락. 댄스 댄스 레볼루션 시리즈와 같은 곡명과 곡 장르를 표시하는 곡 배너가 처음으로 추가되었다. 전작의 5LINE 모드를 대신해 NORMAL, CHALLENGE를 시작할 때 5키와 9키를 결정할 수 있게 되었다. 또한 NORMAL 모드는 1스테이지를 클리어하지 못해도 2스테이지를 할 수 있도록 바뀌었고 CHALLENGE의 요소 선택을 한 스테이지에 2개 선택할 수 있게 되었다. 또한 처음으로 점포 대항 인터넷 랭킹이 도입되었는데 이번 시리즈의 이벤트는 ‘스텝 업 챌린지’였다.
- pop'n music 7 (2001년 11월 22일) : 시리즈의 테마는 무지개. CHALLENGE의 방해요소 선택에 처음부터 끝까지 유지되는 요소가 추가되었다. 곡의 남은 시간 표시가 수치 표시로 변경되었다. 점포 대항 이벤트는 ‘BINGO de 7’.
- pop'n music 8 (2002년 5월 30일) : 테마는 TV와 벌. CHALLENGE의 요소 선택이 곡 선택 이후로 변경되었다. BEAT 팝군, SUDDEN, HID+SUD 모드가 추가되었다. 점포 대항 이벤트는 ‘스고로쿠 de 8’.
- pop'n music 9 (2002년 12월 26일) : 테마는 카페. 4 이후 2번째로 기판이 교체되어 AC판 1~8까지의 거의 모든 곡이 수록되었고 이 작품 이후로 시리즈의 거의 모든 곡이 삭제되지 않고 인계되었다. 또한 e-AMUSEMENT 카드 시스템이 적용되었다. 점포 대항 이벤트는 ‘싸워라! 갬블러Z’
- pop'n music 10 (2003년 8월) : 테마는 꿈과 마법. 선곡 화면에서 레벨 순서 정렬이 추가되었다. NORMAL 모드에는 FIRST 카테고리가 추가되어 초심자용의 곡을 고르기 쉬워졌고, 5버튼 모드를 선택했을 경우에도 9버튼의 NORMAL 난이도를 플레이할 수 있게 되었다. 점포 대항 이벤트는 ‘별님에게 소원을’.
- pop'n music 11 (2004년 3월) : 테마는 여행. 플레이할 때마다 마일리지가 모여가고, 이 마일리지가 모이면 티켓을 받는데 이 티켓을 사용해서 기존의 곡과 같지만 채보가 다른 곡을 고를 수 있다. 이 곡들은 12에서 모두 지워졌지만 ‘아메리카’곡의 경우에는 EX 난이도로서 유지되고 있다. HI-SPEED 5가 추가되었다. 점포 대항 이벤트는 ‘팝픈 투어리스트’.
- pop'n music 12 이로하 (2004년 12월) : 부제가 붙은 첫 번째 작품. 테마는 ‘세계 여행’. NORMAL 모드가 CHALLENGE 모드와 통합되었고 이를 대신해 ENJOY 모드가 추가되었다. 곡을 고를 때 곡의 일부분을 들을 수 있게 되었다. 점포 대항 이벤트는 ‘팝픈 비전 인법첩’(ポップン秘伝忍法帖).
- pop'n music 13 카니발 (2005년 9월) : 테마는 축제. 점포 대항 이벤트는 ‘두근두근 팝픈 랜드’와 ‘두근두근 팝픈 월드’.
- pop'n music 14 FEVER! (2006년 5월) : 테마는 디스코, 댄스. 이 작품부터 카드 시스템이 e-AMUSEMENT PASS로 변경되었다. 점포 대항 이벤트는 ‘피버전사 팝픈 14’.
- pop'n music 15 ADVENTURE (2007년 4월) : 테마는 모험. 기판이 윈도우 XP 기반으로 바뀌었다. 점포 대항 이벤트는 ‘두근두근 미미냐미 탐험대’.
- pop'n music 16 PARTY (2008년 3월) : 테마는 파티. 팝픈 뮤직 10주년 기념 작품으로, 인터넷에서 진행된 설문 조사 결과에 따라서 다른 비마니 작품의 곡이 이식되고, 캐릭터가 부활하였다. 점포 대항 이벤트는 '모여라! 팝픈 파티'
- pop'n music 17 THE MOVIE (2009년 2월) : 테마는 영화.
- pop'n music 18 전국열전 (2010년 1월) : 테마는 일본의 전국시대. 출시와 동시에 특별한정 e-AMUSEMENT PASS카드가 2종 발매되었다.
- pop'n music 19 TUNE STREET (2010년 12월) : 테마는 음악에 넘쳐 흐르는 거리. 와이드 평판 화면을 사용하고 음향능력이 좋아진 신형 기체와 함께 출시됐다. 수집용 카드 배출기가 탑재되고, 네트워크 접속용 카드 리더기가 비접촉식으로 바뀌었다.
- pop'n music 20 fantasia (2011년 12월) : 테마는 환상의 나라. 이 작품부터 CHALLENGE, 초CHALLENGE 모드가 NORMAL 모드로 통합하였다.
- pop'n music Sunny Park (2012년 12월) : 이 작품부터 가동시에는 e-AMUSEMENT가 연결되어야 하며 EASY 모드가 NORMAL 모드로 통합하였다. 서니파크부터 넘버링이 폐지되었으며, 테마는 공원. 후에 아시아 버전에도 나왔으며, 대한민국에서는 2013년 8월 6일에 유니아나의 명의로 전파인증을 받았다. 이후 2013년 8월 30일에 한국판이 정식 발매되었다.
- pop'n music 라피스토리아 (2014년 6월) : 2014년 2월 12일에 티저 사이트가 공개되었으며, 15일에는 JAEPO 2014에서 첫 공개되었다. 테마는 보석 및 학교. 이 버전부터 새로 추가되는 캐릭터와 기존 캐릭터의 추가 모습의 그림체가 기존과는 다른 새로운 그림체로 변경되었다. 2014년 6월 25일에 한일 양국에서 동시 발매되었다. 2015년 3월에 한국어 지원 버전이 업데이트되었다.
- pop'n music éclale (2015년 11월) : 2015년 9월 18일에 공식 트위터를 통해 발표되었다. 테마는 별과 마법. 같은 해 11월 17일에 티저 사이트가 공개되었다. 같은 달 26일에 한일 양국에서 동시 발매됐다.
- pop'n music 토끼와 고양이와 소년의 꿈 (2016년 12월) : 2016년 9월 28일에 공개되었다. 테마는 스팀펑크. 메인 시리즈 중 최초로 롱노트가 추가되었다. 2016년 12월 14일에 한일 양국에서 동시 발매됐다. 2018년 9월 28일에 20주년을 맞이하였다.
- pop'n music peace (2018년 10월) : 2018년 9월에 열린 팝픈 뮤직 20주년 스페셜 사이트를 통해 티저 이미지가 나왔으며, 10월 3일에 2차 티저 이미지로 교체된 후, 같은 달 17일 발매되었다. 테마는 원점회귀 및 회상이며, 20주년 기념작이다. 이에 따라 기존 캐릭터의 추가된 모습의 그림체도 Sunny Park 까지의 그림체와 유사한 모습으로 돌아왔다.
- pop'n music 해명 리들스 (2020년 12월) : 테마는 수수께끼. 탐정물을 컨셉으로 하고 있으며, 그 중에서도 다이쇼 시대풍의 고전 일본 탐정을 컨셉으로 삼고 있다. 대한민국에 유니아나에서 심의 대기 발표할때는 타이틀를 해명 리들즈라고 했으나 실제 심의와 출시는 해명 리들스라고 발표를 하였다.
- pop'n music unilab (2022년 9월) : 테마는 연구실. 대한민국에 유니아나에서 심의 대기 발표할 때와 심의와 출시 모두 유니랩라고 표기를 하였다.
- pop'n music jam & fizz (2024년 9월) : 테마는 레스토랑. 대한민국에 유니아나에서 심의 대기 발표할 때와 심의와 출시 모두 잼 앤 피즈라고 표기를 하였다.
- NEW pop'n music (2025년) : 테마는 ???. 대한민국에 유니아나에서 심의 대기 발표할 때와 심의와 출시 모두 NEW라고 표기를 하였다. 신기체가 변경이 되었다.
- NEW pop'n music Welcome to Wonderland! (개발 중단) : 2020년 2월에 열린 JAEPO 2020에서 공개된 버전으로, 기존 팝픈 뮤직과 달리 버튼의 크기가 작아지고 터치 판넬이 추가되었다. 이에 따라 터치 판넬을 이용한 새로운 노트가 추가되었다. 또한, 기기에 부착된 QR 코드를 이용해 팝픈 뮤직의 마스코트 캐릭터 미미와 냐미의 의상을 바꿀 수도 있다는 특이한 컨셉을 가졌다. 테마는 이상한 나라의 앨리스.[3]

### 가정용
- pop'n music 1 (플레이스테이션 / 드림캐스트, 1999년 2월 25일) : 팝픈 뮤직의 첫 플레이스테이션과 드림캐스트 이식작. 아케이드판의 곡 수록 외에 컨슈머판의 오리지널 곡이 추가되었다. 아케이드판에는 없었던 HYPER 채보와 HIDDEN, RAMDOM 옵션을 사용할 수 있었다.
- pop'n music 2 (플레이스테이션 / 드림캐스트, 1999년 9월 14일) : 이 작품은 어펜드 디스크 시스템이 준비되기 시작해 이 작품은 키 디스크로 사용되었다. 숨겨진 모드로 마라톤, 서바이벌 모드가 탑재되었으며 아케이드판에 없었던 HI-SPEED 옵션도 가능했다. 전작의 곡이 모두 수록되었기 때문에 이 작품을 가지고 있으면 전작을 구입하지 않아도 되었다.
- pop'n music 3 APPEND DISC (플레이스테이션 / 드림캐스트, 2000년 2월 10일) : 어펜드 디스크로 발매되어 전작의 키 디스크가 있어야 구동이 가능했다. 과거시리즈 곡은 전작의 히든곡만 수록되었으며 이 과거곡 수록 규칙은 이후 시리즈에도 이어진다. 아케이드판 곡중 몇곡은 이식이 안 된 곡도 있다.
- pop'n music 4 APPEND DISC (플레이스테이션 / 드림캐스트, 2000년 10월 12일) : 전작과 마찬가지로 어펜드 디스크로 발매되어 2의 키 디스크가 있어야 구동이 가능했다. 팝픈 뮤직의 마지막 드림캐스트 이식작.
- pop'n music 5 (플레이스테이션, 2001년 11월 22일) : 아케이드판 6의 곡들이 선행으로 수록되었다.
- pop'n music 6 (플레이스테이션, 2002년 6월 27일) : 팝픈 뮤직의 마지막 플레이스테이션 이식작. 팝픈스테이지의 첫 이식된 작품이기도 하다. 이 작품부터 인터넷 랭킹이 시작되었으나 버그를 이용한 부정행위가 발견된 문제도 있었다.
- pop'n music 7 (플레이스테이션 2, 2002년 11월 21일) : 팝픈 뮤직의 첫 플레이스테이션2 이식작. 메인 메뉴가 SIDE A와 SIDE B 두가지로 나눈다. SIDE A가 아케이드판과 같은 모드, SIDE B는 컨슈머판의 모드가 보인 구성이었다. 초보자를 위한 STUDY 모드가 탑재되었고 이 모드만을 위한 오리지널 곡도 수록되었다.
- pop'n music Best Hits! (플레이스테이션 2, 2003년 2월 27일) : 팝픈 뮤직 1부터 6까지의 곡 중 인기투표로 선정된 곡들이 수록된 작품. 과거곡들 외에도 이전 시리즈에서 미수록된 판권곡, 과거곡의 리믹스와 Best Hits!용 신곡도 수록되었다. 인터페이스는 7을 기반으로 했으나, CHALLENGE/BATTLE 모드는 빠져있다.
- pop'n music 8 (플레이스테이션 2, 2003년 7월 3일) : 아케이드의 점포대항 이벤트를 CS용으로 조금씩 기능을 바꾸어 해금이벤트로 사용했다. 초보자용 모드로 STUDY 채널 모드가 탑재되었다.
- pop'n music 9 (플레이스테이션 2, 2004년 2월 19일) : 아케이드판 10의 곡들이 선행 수록되었고, ee'MALL의 오리지널 곡들도 일부 수록되었다. 아케이드판에서 롱버전 곡들이 나온 것에 맞춰 CS용 오리지널곡의 롱버전이 수록되기도 했다.
- pop'n music 10 (플레이스테이션 2, 2004년 11월 18일) : 초보자용 모드로 STUDY STAND 모드가 탑재되었다.
- pop'n music 11 (플레이스테이션 2, 2005년 7월 21일) : 이 작품부터 캐릭터의 액션을 볼 수 있는 캐릭터 가이드가 추가되었다.
- pop'n music 12 이로하 (플레이스테이션 2, 2006년 3월 2일)
- pop'n music 13 카니발 (플레이스테이션 2, 2006년 9월 28일)
- pop'n music 14 FEVER! (플레이스테이션 2, 2007년 7월 12일) : ee'MALL곡의 대부분이 이식되었고 시리즈 전통이었던 전작의 히든곡은 이식되지 않았다. 팝픈 뮤직의 마지막 플레이스테이션 2 이식작.
- pop'n music portable (플레이스테이션 포터블, 2010년 2월 4일) : 팝픈 뮤직 최초의 플레이스테이션 포터블용 작품. 아케이드판 15를 기반으로 했다.
- pop'n music portable 2 (플레이스테이션 포터블, 2011년 11월 23일) : 포터블의 후속작. 아케이드판 16을 기반으로 했다.
- pop'n music lively (PC, 2020년 11월 5일)

### 외전 작품
- pop'n stage (1999년 9월)
- pop'n stage ex (1999년 12월)
- pop'n music 애니멜로 (2000년 3월) : 60년대에서 90년대까지의 일본 애니메이션 곡을 수록한 외전 작품. 이 작품에서 도입된 신형 기체를 애니멜로 기체라고 부른다.
- pop'n music 애니멜로 2호 (2000년 9월) : 애니멜로의 후속작. HYPER 난이도나 더블, 트리플, 건과 볼링 모드가 추가되었다.
- pop'n music 애니메이션 멜로디 (플레이스테이션, 2000년 7월 24일) : 아케이드판 애니멜로를 플레이스테이션으로 이식한 작품. 내용의 아케이드판과 거의 같다. 애니멜로 2호는 이식되지 않았다.
- pop'n music 미키튠즈 (2000년 3월) : 디즈니가 협찬하는 외전 작품. 시리즈에서 유일하게 롱노트가 있었으나, 토끼와 고양이와 소년의 꿈이 롱노트를 추가하면서 유일한 일을 아니게 되었다. 같은 해 7월에는 인터넷 랭킹 대응판인 미키튠즈!가 발매되었다.
- pop'n music 디즈니튠즈 (플레이스테이션, 2000년 11월 22일) : 아케이드판 미키튠즈를 플레이스테이션으로 이식한 작품. 내용의 아케이드판과 거의 같다. 2번째 버전인 미키튠즈!는 이식되지 않았다.
- HELLO! POP'N MUSIC (2011년 3월) : 이 작품은 미국에서도 발매될 예정이었으나, 사정으로 인해 취소되었다.
- 팝픈 리드민(iOS, 2013년 8월) : 기존 팝픈 뮤직과는 전혀 다른 게임 방법을 쓴다. 2016년 8월 31일에 서비스 종료.

### 모바일
- 코나미 팝픈 뮤직 (2008년 9월 4일) : 모바일 업체 조이모아에서 서비스 하고 있다. 일본판을 번역해 한국가요등을 넣은 버전으로 3000원에 다운 받을 수 있다. 아케이드의 팝픈 뮤직 초기판 이후 오랜만의 한국 정식 발매 버전이다.
- 팝픈 뮤직 2 카니발 (2009년 11월 24일) : 코나미 팝픈 뮤직의 기능에 리플레이, 7버튼 등의 기능이 추가되었다. 3000원에 다운 받을 수 있다.

## 주요 아티스트
- 무라이 세이야(V.C.O, WORLD SEQUENCE 등)
- 미기테라 오사무(Des-ROW, D-crew, MTO 등)
- 와키타 준(wac 등)
- 나구모 레오(dj nagureo, reo nagumo 등) : 2015
- 스기모토 기요타카(DJ SIMON 등)
- 요헤이 시미즈(youhei shimizu, act deft)
- 신타니 사나에
- 아사키(あさき)
- 우치다 도모유키(Mr.T)
- 신도 아쓰시
- 후나키 토모스케(TOMOSUKE, Zectbach, 등)
- 와타나베 다이치(PON, Power Of Nature 등) : 팝픈 뮤직 라피스토리아 기준 사운드 디렉터
- 타구치 야쓰히로(TAG 등) : 팝픈 뮤직 라피스토리아 기준 사운드 디렉터

## 참조

### 내용주
1. ↑  일본어: ポップンミュージック, 영어: pop'n music
2. ↑  일본어: ポップン, 영어: Pop'n